# Artūrs Plēsnieks
Artūrs Plēsnieks (* 21. Januar 1992 in Dobele) ist ein lettischer Gewichtheber.

## Karriere
Plēsnieks nahm erstmals 2012 in London bei den Olympischen Sommerspielen teil. In der Gewichtsklasse bis 105 kg erzielte er mit 390 kg den fünften Platz. Bei den Europameisterschaften 2013 erzielte er mit 397 kg den dritten Platz und gewann damit seine erste internationale Medaille. 2015 konnte er bei den Weltmeisterschaften in seiner Gewichtsklasse mit 405 kg die Bronzemedaille gewinnen. Die Olympischen Sommerspiele 2016 in Rio de Janeiro beendete er mit 399 kg auf dem achten Platz im Schwergewicht. 2016 erzielte er den 1. Platz bei den Europameisterschaften mit 403 kg, womit er seine erste internationale Goldmedaille gewinnen konnte. Er nahm 2017 an den Weltmeisterschaften in der Klasse bis 105 kg teil und gewann mit 402 kg die Silbermedaille.
Plēsnieks gewann bei den Olympischen Sommerspielen 2020 in der Gewichtsklasse bis 109 kg mit 410 kg Gesamtgewicht (180 kg im Reißen und 230 kg im Stoßen) den dritten Platz und damit seine erste olympische Medaille.